# Царство Имерети
Царство Имерети (на грузински: იმერეთის სამეფო) е историческа средновековна държава, съществувала на територията на съвременна Грузия; едно от трите независими феодални царства (заедно с Картли и Кахети), образувани в края на XV век.
Столицата е град Кутаиси.
В края на XVI век Имеретинското царство е ограничено до територията на Имеретия. Според ирано-турския договор от 1555 г. Имеретинското царство е подчинено на Османска империя и плаща данък в роби или в пари и натура. Историята на Имеретинското царство е белязана от постоянни феодални вълнения и процъфтяване на търговията с роби.
Феодалните междуособици се засилват особено през XVII век. Едва цар Соломон I (царувал в периода 1752 – 1784 г.) успява да укрепи царската власт. Той забранява търговията с роби и се опитва да обедини Западна Грузия. Многогодишната война на Соломон I с турците завършва с победата при Хресил през 1757 г. и военния съюз с царя на Картли, Ираклий II през 1758 г.
През XVIII век царете на Имерети многократно се обръщат за помощ към Русия, но исканията им са отхвърляни, с цел да се избегне усложняване на отношенията с Османската империя. Според едно от условията на руско-турския договор от Кючук Кайнарджа, подписан през 1774 г., плащането на данък от Имеретиското царство на Османската империя е премахнато.
През 1804 г. цар Соломон II приема покровителството на Русия. През 1811 г. Имеретинското царство е превърнато в Имеретинска област на Руската империя.